# Burlington (Pennsylvanie)
Pour les articles homonymes, voir Burlington.
Le borough de Burlington est situé dans le comté de Bradford, dans le Commonwealth de Pennsylvanie, aux États-Unis. Sa population s’élevait à 156 habitants lors du recensement de 2010, estimée à 148 habitants en 2017.
Son peuplement a débuté dans les années 1790.

## Source
- (en) Cet article est partiellement ou en totalité issu de l’article de Wikipédia en anglais intitulé « Burlington, Pennsylvania » (voir la liste des auteurs).

1. ↑  (en) « Population and Housing Unit Estimates » (consulté le 24 mars 2018)
2. ↑  (en) « Census of Population and Housing » [archive du 12 mai 2015], U.S. Census Bureau (consulté le 11 décembre 2013)
3. ↑  (en) « American FactFinder » [archive du 11 septembre 2013], Bureau du recensement des États-Unis (consulté le 31 janvier 2008)
4. ↑  (en) « Incorporated Places and Minor Civil Divisions Datasets: Subcounty Resident Population Estimates: April 1, 2010 to July 1, 2012 » [archive du 17 juin 2013], sur Population Estimates, U.S. Census Bureau (consulté le 11 décembre 2013)